# Korpus Ochotników Rumuńskich w Rosji
Korpus Ochotników Rumuńskich w Rosji (rum. Corpul voluntarilor români din Rusia) – ochotnicza formacja wojskowa złożona z Rumunów podczas wojny domowej w Rosji
24 sierpnia 1918 r. Rumuński Komitet Narodowy w Rosji zawarł umowę z Czechosłowacką Radą Ludową w Rosji o reprezentowaniu przez nią interesów rumuńskich w Rosji. Oddziały wojskowe złożone z Rumunów, istniejące w Rosji, zostały podporządkowane dowództwu Korpusu Czechosłowackiego. Jesienią 1918 r. wojska bolszewickie rozpoczęły działania ofensywne nad Wołgą skierowane w dużej części przeciw Korpusowi Czechosłowackiemu. Batalion rumuński z Samary bronił lewej flanki. Drugi batalion z Czelabińska został przeniesiony do Kurganu, gdzie ochraniał miasto. Pod koniec 1918 r. linia frontu przeniosła się na Ural. Oddziały rumuńskie zostały skoncentrowane w Pietropawłowsku. Dowództwo nad nimi objął płk Eduard Kadlec, oficer Korpusu Czechosłowackiego, przekształcając je w Korpus Ochotników Rumuńskich w Rosji. Liczył on wówczas ok. 2,5 tys. żołnierzy, głównie pochodzących z Transylwanii i Bukowiny, osiągając później liczebność ok. 5 tys. Składał się z trzech batalionów: 1 Batalionu "Horea", 2 Batalionu "Mărășești" i batalionu rezerwowego oraz kompanii sztabowej, kompanii saperów i szwadronu kawalerii. Miał 2 pociągi pancerne o tych samych nazwach. Politycznie był podporządkowany Rumuńskiemu Komitetowi Narodowemu w Rosji. Sekcja kulturalna korpusu wydawała kilka pism, m.in. "Transilvaniei și Bucovinei" i "România Mare", organizowała wykłady, odczyty itp., prowadziła bibliotekę. Na przełomie 1918/1919 r. korpus przeszedł do Irkucka. Stamtąd od końca stycznia 1919 r. wraz z oddziałami Korpusu Czechosłowackiego rozpoczął ewakuację Koleją Transsyberyjską na Daleki Wschód, jednocześnie ochraniając ją. Jednakże po drodze siły te były atakowane przez wojska bolszewickie (staczając większe walki pod Saragulem i Kujtunem, gdzie poniosły spore straty. 7 lutego 1920 r. dowództwo Korpusu Czechosłowackiego zawarło zawieszenie broni z bolszewikami, które obejmowało też oddziały rumuńskie. Dzięki temu zdołały one skoncentrować się nad Jeziorem Bajkał, a następnie wiosną bezpiecznie dotarły do Władywostoku. Liczyły ok. 2,6 tys. ludzi. W mieście przebywała rumuńska misja wojskowa, kierowana przez Victora Cadere, która organizowała i zabezpieczała repatriację Rumunów z Rosji do ojczyzny. Wiosną 1920 r. żołnierze korpusu opuścili Rosję i statkami powrócili do Rumunii.